# دائرة عين وسارة
دائرة عين وسارة إحدى دوائر ولاية الجلفة. تضم بلديات عين وسارة والقرنيني.

## وصلات خارجية
- موقع عن وسارة
- شبكة النايلي الشاملة